# Krüger-, Rähden- und Möschensee
Krüger-, Rähden- und Möschensee este o arie protejată (arie specială de conservare — SAC, sit de importanță comunitară — SCI) din Germania întinsă pe o suprafață de 218,86 ha, integral pe uscat.

## Localizare
Centrul sitului Krüger-, Rähden- und Möschensee este situat la coordonatele 52°03′52″N 14°27′19″E / 52.0644°N 14.4553°E.

## Înființare
Situl Krüger-, Rähden- und Möschensee a fost declarat sit de importanță comunitară în septembrie 2000.

## Biodiversitate
Situată în ecoregiunea continentală, aria protejată conține 5 habitate naturale: Lacuri eutrofice naturale cu vegetație de tip Magnopotamion sau Hydrocharition, Liziere de ierburi înalte hidrofile de câmpie și de nivel montan până la alpin, Mlaștini turboase de tranziție și turbării mișcătoare, Păduri acidofile de stejar bătrân cu Quercus robur pe câmpii nisipoase, Mlaștini împădurite.
La baza desemnării sitului se află mai multe specii protejate:
- păsări (3): Grus grus grus, codalb (Haliaeetus albicilla), vultur pescar (Pandion haliaetus)
- mamifere (1): vidră de râu (Lutra lutra)
- nevertebrate (1): libelule (Leucorrhinia pectoralis)

Pe lângă speciile protejate, pe teritoriul sitului au mai fost identificate 6 specii de plante, 1 specie de nevertebrate.